# 廣州金融控股集團
廣州金融控股集團有限公司，簡稱廣州金控（英語：Guangzhou Finance Holdings Group Co., Ltd.），在1958年，於總部廣州設立前身「广州市国营建筑工程公司」，業務在中國內地和全球經營投資全國性、本地金融牌照、金融科技、生物科技和房地產及資產管理。

## 历史
1958年，前身「廣東省委干部农场」成立，後更名為「白云山农场机场东作业区」、「广州市白云果园场」。
1987年，更名為「廣州市東方農工商聯合公司」。
2006年，成立前身「广州国际控股集团有限公司」。
2010年，把「廣州市東方農工商聯合公司」併入。
2013年，更名「廣州金融控股集團有限公司」。
2018年4月，廣州金控聯同廣百集團，以15.12億港元，收購已破產海航集團所持2.95股H股的廣州農商銀行。
2018年5月16日，廣州金控旗下「廣盈投資有限公司」（於英屬維京群島註冊成立的有限公司）發行金額為250,000,000美元年利率為4.25%於2021年到期的擔保債券（港交所臨時代碼：4492），2018年5月18日上市，直至2021年5月17日撤銷。
2018年6月，廣州金控聯同南方电网、南方航空等7企業，以155.57億元人民幣，收購廣州銀行股份。
2018年7月，廣州金控以14.93億出售廣州銀行，買方為南方航空，但出售仍為廣州銀行大股東。
2019年3月，廣州金控旗下綠色金控收購普路通29.84%股權，直至2022年3月11日全數出售予創辦人陳書智。
2020年10月9日，廣州金控原董事長李舫金涉嫌嚴重違紀違法，正接受广州市纪委监委纪律审查和监察调查。並辭去廣州農商銀行非執行董事職務。
2021年4月23日，惠譽對廣州金控評級為「A-」，展望穩定。
2021年5月6日，廣州金控旗下「廣盈投資有限公司」（於英屬維京群島註冊成立的有限公司）發行金額為30,000,000美元年利率為2.15%於2024年到期的擔保債券（港交所臨時代碼：40674），2021年5月7日上市，直至2024年5月6日撤銷。